# Aurevila
Aurevila (francès Aureville) és un municipi occità del Lauraguès, en el Llenguadoc, del departament de l'Alta Garona a la regió d'Occitània.